# NGC 5422
NGC 5422 é uma galáxia espiral (S0-a) localizada na direcção da constelação de Ursa Major. Possui uma declinação de +55° 09' 53" e uma ascensão recta de 14 horas, 00 minutos e 41,8 segundos.
A galáxia NGC 5422 foi descoberta em 14 de Abril de 1789 por William Herschel.